# Deutsche Leichtathletik-Hallenmeisterschaften 1986
Die 33. Deutschen Leichtathletik-Hallenmeisterschaften fanden am 7. und 8. Februar im Glaspalast von Sindelfingen statt.

## Medaillengewinner

### Frauen
| Disziplin   | Gold                                                                       | Leistung    | Silber                                                               | Leistung    | Bronze                                                                  | Leistung    |
| ----------- | -------------------------------------------------------------------------- | ----------- | -------------------------------------------------------------------- | ----------- | ----------------------------------------------------------------------- | ----------- |
| 60 m        | Heidi-Elke Gaugel (VfL Sindelfingen)                                       | 7,24 s      | Monika Hirsch (USC Mainz)                                            | 7,35 s      | Ulrike Sarvari (VfL Sindelfingen)                                       | 7,42 s      |
| 200 m       | Heidi-Elke Gaugel (VfL Sindelfingen)                                       | 23,16 s     | Claudia Lepping (LG Marl-Bertlich)                                   | 23,98 s     | Andrea Bersch (VfL Sindelfingen)                                        | 24,20 s     |
| 400 m       | Ute Thimm (TV Wattenscheid 01)                                             | 51,61 s     | Gisela Kinzel (Eintracht Hamm)                                       | 51,85 s     | Astrid Ortel (SC Charlottenburg)                                        | 53,27 s     |
| 800 m       | Brigitte Brückner (LAC Quelle Fürth)                                       | 2:04,87 min | Heike Huneke (VfL Ockenhausen)                                       | 2:05,36 min | Gabriele Lesch (TSV Kirchhain)                                          | 2:07,20 min |
| 1500 m      | Vera Michallek (LG Eintracht Frankfurt)                                    | 4:15,38 min | Elisabeth Franzis (SV Sonsbeck)                                      | 4:17,78 min | Ines Deselaers (LG Bayer Leverkusen)                                    | 4:17,80 min |
| 60 m Hürden | Ulrike Denk (LG Bayer Leverkusen)                                          | 7,93 s      | Edith Oker (LG Bayer Leverkusen)                                     | 8,07 s      | Sabine Braun (LG Bayer Leverkusen)                                      | 8,09 s      |
| 4 × 200 m   | VfL SindelfingenAndrea Bersch Ulrike Sarvari Birgit Wolf Heidi-Elke Gaugel | 1:33,56 min | LG Bayer LeverkusenEdith Oker Claudia Steger Erika Wüst Sabine Braun | 1:35,72 min | SC CharlottenburgAnna Buballa Astrid Ortel Angela Wilhelm Sandra Seuser | 1:36,22 min |
| Hochsprung  | Heike Redetzky (LG Bayer Leverkusen)                                       | 1,92 m      | Brigitte Holzapfel (TV Wattenscheid 01)                              | 1,90 m      | Birgit Dressel (USC Mainz)                                              | 1,90 m      |
| Weitsprung  | Sabine Braun (LG Bayer Leverkusen)                                         | 6,63 m      | Jasmin Feige (LG Bayer Leverkusen)                                   | 6,55 m      | Anna Buballa (SC Charlottenburg)                                        | 6,54 m      |
| Kugelstoßen | Petra Leidinger (VT Zweibrücken)                                           | 18,87 m     | Stephanie Storp (VfL Wolfsburg)                                      | 18,43 m     | Iris Plotzitzka (LAC Quelle Fürth)                                      | 17,60 m     |

### Männer
| Disziplin      | Gold                                                                          | Leistung    | Silber                                                                     | Leistung    | Bronze                                                                         | Leistung    |
| -------------- | ----------------------------------------------------------------------------- | ----------- | -------------------------------------------------------------------------- | ----------- | ------------------------------------------------------------------------------ | ----------- |
| 60 m           | Christian Haas (LAC Quelle Fürth)                                             | 6,61 s      | Fritz Heer (TV Wattenscheid 01)                                            | 6,68 s      | Andreas Knötgen (VfL Wolfsburg)                                                | 6,71 s      |
| 200 m          | Ralf Lübke (LG Bayer Leverkusen)                                              | 20,77 s     | Erwin Skamrahl (VfL Wolfsburg)                                             | 21,01 s     | Norbert Dobeleit (LG Bayer Leverkusen)                                         | 21,44 s     |
| 400 m          | Klaus Just (FV Salamander Kornwestheim)                                       | 46,10 s     | Edgar Itt (TV Gelnhausen)                                                  | 46,71 s     | Mark Henrich (VfL Kamen)                                                       | 46,81 s     |
| 400 m          | Klaus Just (FV Salamander Kornwestheim)                                       | 46,10 s     | Edgar Itt (TV Gelnhausen)                                                  | 46,71 s     | Jürgen Koffler (FV Salamander Kornwestheim)                                    | 46,81 s     |
| 800 m          | Peter Braun (LG Tuttlingen-Fridingen)                                         | 1:47,34 min | Herbert Wursthorn (VfB Stuttgart)                                          | 1:47,62 min | Axel Harries (TV Furtwangen)                                                   | 1:47,93 min |
| 1500 m         | Uwe Mönkemeyer (TV Wattenscheid 01)                                           | 3:43,71 min | Uwe Becker (VfL Wolfsburg)                                                 | 3:43,84 min | Klaus-Peter Nabein (LAC Quelle Fürth)                                          | 3:44,09 min |
| 3000 m         | Peter Belger (LG Bayer Leverkusen)                                            | 8:07,76 min | Markus Pingpank (LT 1985 Hannover)                                         | 8:09,71 min | Volker Welzel (VFL Menden Platte-Heide)                                        | 8:09,92 min |
| 60 m Hürden    | Guido Kratschmer (USC Mainz)                                                  | 7,73 s      | Michael Radzey (MTG Mannheim)                                              | 7,79 s      | Siegfried Wetzel (USC Mainz)                                                   | 7,83 s      |
| 4 × 200 m      | LG Bayer LeverkusenFrank Pilgram Norbert Dobeleit Carsten Dally Ralf Lübke    | 1:24,24 min | FV Salamander KornwestheimPeter Klein Jürgen Evers Klaus Just Frank Rzepka | 1:24,97 min | LT 1985 HannoverVolker Nitsch Martin Gloger Günther Hinrichs Jürgen Neigenfind | 1:28,73 min |
| 4 × 400 m      | VfL SindelfingenGerd Benz Martin Weppler Klaus-Stefan Schnabel Jörg Vaihinger | 3:07,79 min | VfL KamenRainer Verhufen Mark Henrich Michael Jopp Hartmut Weber           | 3:10,09 min | LG Bayer LeverkusenThomas Geuyen Wolfgang Richter Christoph Trappe Rolf Dresen | 3:10,71 min |
| 3 × 1000 m     | TV Wattenscheid 01Michael Damberg Willi Wülbeck Uwe Mönkemeyer                | 7:14,54 min | ASC DarmstadtMichael Heist Ralf Eckert Daniel Gottschall                   | 7:14,78 min | VfL WolfsburgWolfgang Schreiber Uwe Becker Eckhardt Rüter                      | 7:15,15 min |
| Hochsprung     | Carlo Thränhardt (ASV Köln)                                                   | 2,31 m      | Gerd Nagel (LG Eintracht Frankfurt)                                        | 2,23 m      | Andre Schneider-Laub (TV Wattenscheid 01)                                      | 2,20 m      |
| Stabhochsprung | Manfred Reichert (FV Salamander Kornwestheim)                                 | 5,40 m      | Gerald Heinrich (LG Eintracht Frankfurt)                                   | 5,30 m      | Bernhard Zintl (USC München)                                                   | 5,20 m      |
| Stabhochsprung | Manfred Reichert (FV Salamander Kornwestheim)                                 | 5,40 m      | Gerald Heinrich (LG Eintracht Frankfurt)                                   | 5,30 m      | Detlef de Raad (TV Wattenscheid 01)                                            | 5,20 m      |
| Stabhochsprung | Manfred Reichert (FV Salamander Kornwestheim)                                 | 5,40 m      | Gerald Heinrich (LG Eintracht Frankfurt)                                   | 5,30 m      | Dietmar Wesp (VfB Stuttgart)                                                   | 5,20 m      |
| Weitsprung     | Dietmar Haaf (LG Glems)                                                       | 7,77 m      | Rainer Sonnenburg (Hamburger SV)                                           | 7,77 m      | Bernd Rebischke (VfL Wolfsburg)                                                | 7,55 m      |
| Dreisprung     | Wolfgang Knabe (TV Wattenscheid 01)                                           | 16,24 m     | Wolfgang Zinser (LG Bayer Leverkusen)                                      | 16,20 m     | Wolfgang Mai (FC Schalke 04)                                                   | 15,85 m     |
| Kugelstoßen    | Karsten Stolz (TV Wattenscheid 01)                                            | 19,80 m     | Udo Gelhausen (LG Bayer Leverkusen)                                        | 19,42 m     | Peter Kassubek (LG Bayer Leverkusen)                                           | 19,34 m     |